# Stade Meflah Aoued
Stade Meflah Aoued – stadion piłkarski w Mu’askarze, w Algierii. Został otwarty w 1925 roku. Może pomieścić 10 000 widzów.
Stadion został ufundowany przez prezesa AGS Mascara, Antoine’a Gréfiera. Jego inauguracja miała miejsce w 1925 roku. Obiekt powstał w miejscu dawnego targu bydła. Oprócz AGS Mascara na stadionie swoje mecze rozgrywał powstały w 1925 roku GC Mascara. W sezonie 1983/1984 klub ten zdobył mistrzostwo kraju. Do czasu otwarcia w 1986 roku Stade de l'Unité Africaine obiekt pełnił funkcje głównego stadionu w mieście. Obecnie wykorzystywany jest głównie przez drużyny młodzieżowe GC Mascara. Początkowo stadion nosił imię swego fundatora („Stade Antoine Gréfier”), później znany był jako stadion miejski („Stade Municipal”), a następnie otrzymał imię piłkarza Meflaha Aoueda („Stade Meflah Aoued”).